# Гигантска златна къртица
Гигантската златна къртица (Chrysospalax trevelyani) е вид бозайник от семейство Златни къртици (Chrysochloridae). Видът е застрашен от изчезване.

## Разпространение и местообитание
Разпространен е в Южна Африка.